# Maurice Aurélien Sosso
 (mars 2013).
Si vous disposez d'ouvrages ou d'articles de référence ou si vous connaissez des sites web de qualité traitant du thème abordé ici, merci de compléter l'article en donnant les références utiles à sa vérifiabilité et en les liant à la section « Notes et références ».
Maurice Aurélien Sosso est un universitaire camerounais, professeur agrégé de chirurgie et ancien recteur de l'université de Yaoundé I.

## Biographie
Maurice Aurélien Sosso est originaire du département du Nkam dans la région du Littoral[réf. souhaitée].
Successivement inspecteur général des services au ministère de l'Enseignement supérieur, doyen de la faculté de médecine et de sciences biomédicale de Yaoundé et vice-recteur de l'université de Yaoundé I en remplacement d'Oumarou Bouba, il est nommé recteur par le décret présidentiel no 2012/333 du 29 juin 2012.
D'après le ministère de l'Enseignement supérieur, il est auteur de 142 articles scientifiques[réf. nécessaire], encadreur de 80 thèses et mémoires[réf. nécessaire]. Sacré prix de l'excellence et meilleur médecin camerounais en 1997[réf. nécessaire], il est un expert auprès de l'Organisation mondiale de la santé[réf. nécessaire]. Autrefois recteur de l'université de Yaoundé 1 depuis 2012, il a été remplacé par le professeur Remy Magloire Dieudonné Etoua mardi le 9 avril 2024 par le décret présidentiel no 2024/106 du 9 avril 2024.